# Estérellite

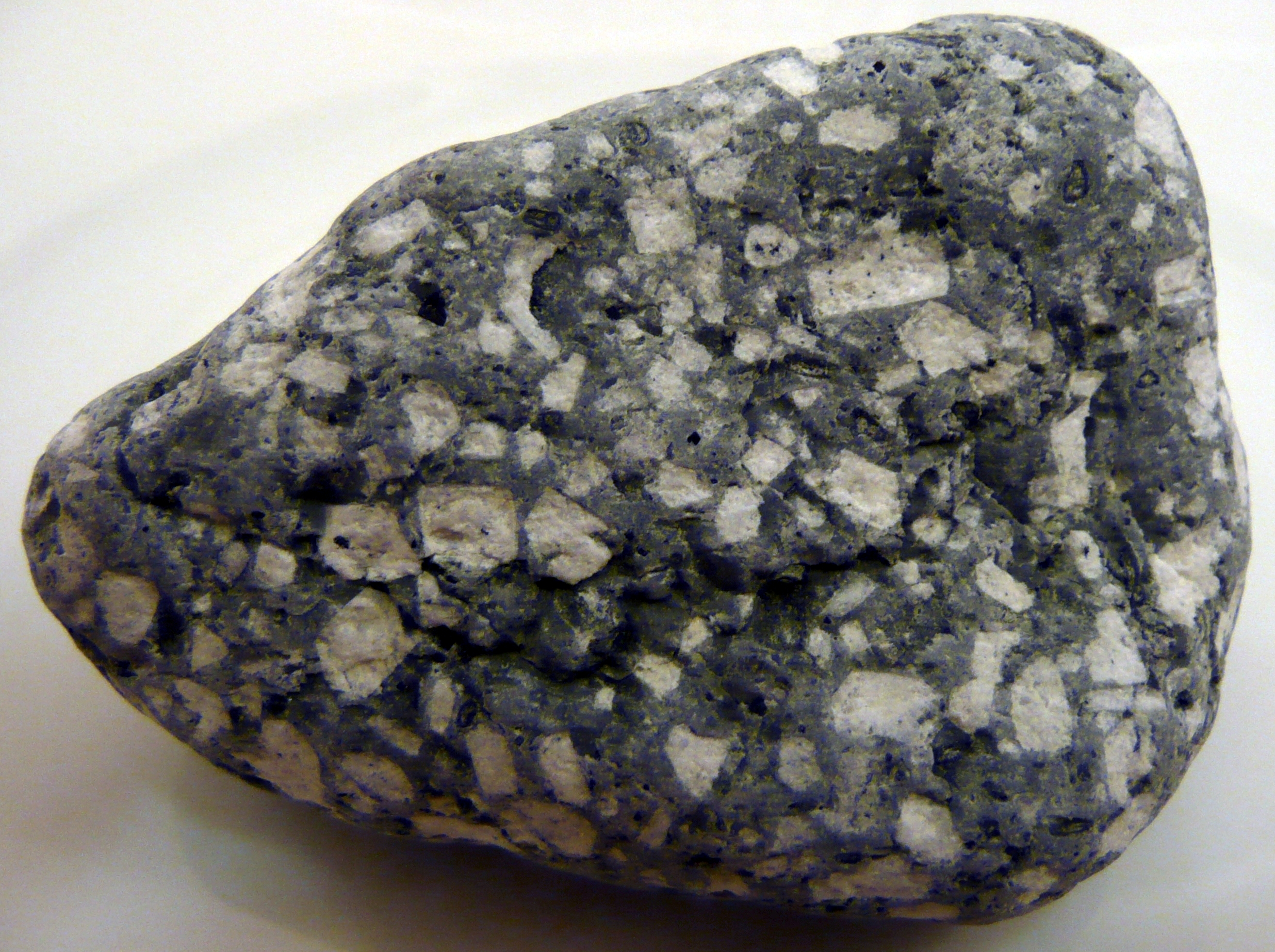
Bloc d'estérellite identifié par Gérard Olive et découvert à l'ouest du Cap du Dramont

L'estérellite (ou esterelite, porphyre bleu de l'Estérel), nommée ainsi en 1896 par Auguste Michel-Levy, est une roche magmatique, qui possède les caractéristiques d'une microdiorite à quartz, ou dacite, ou andésite quartzifère, présente uniquement près du massif de l'Esterel entre Agay et le Dramont (autour de Saint-Raphaël). Elle est encore exploitée dans une carrière au Dramont.
C'est une roche assez claire, blanchâtre, bleutée et parfois verdâtre parsemée de cristaux blancs de plagioclase.

## Structure et composition

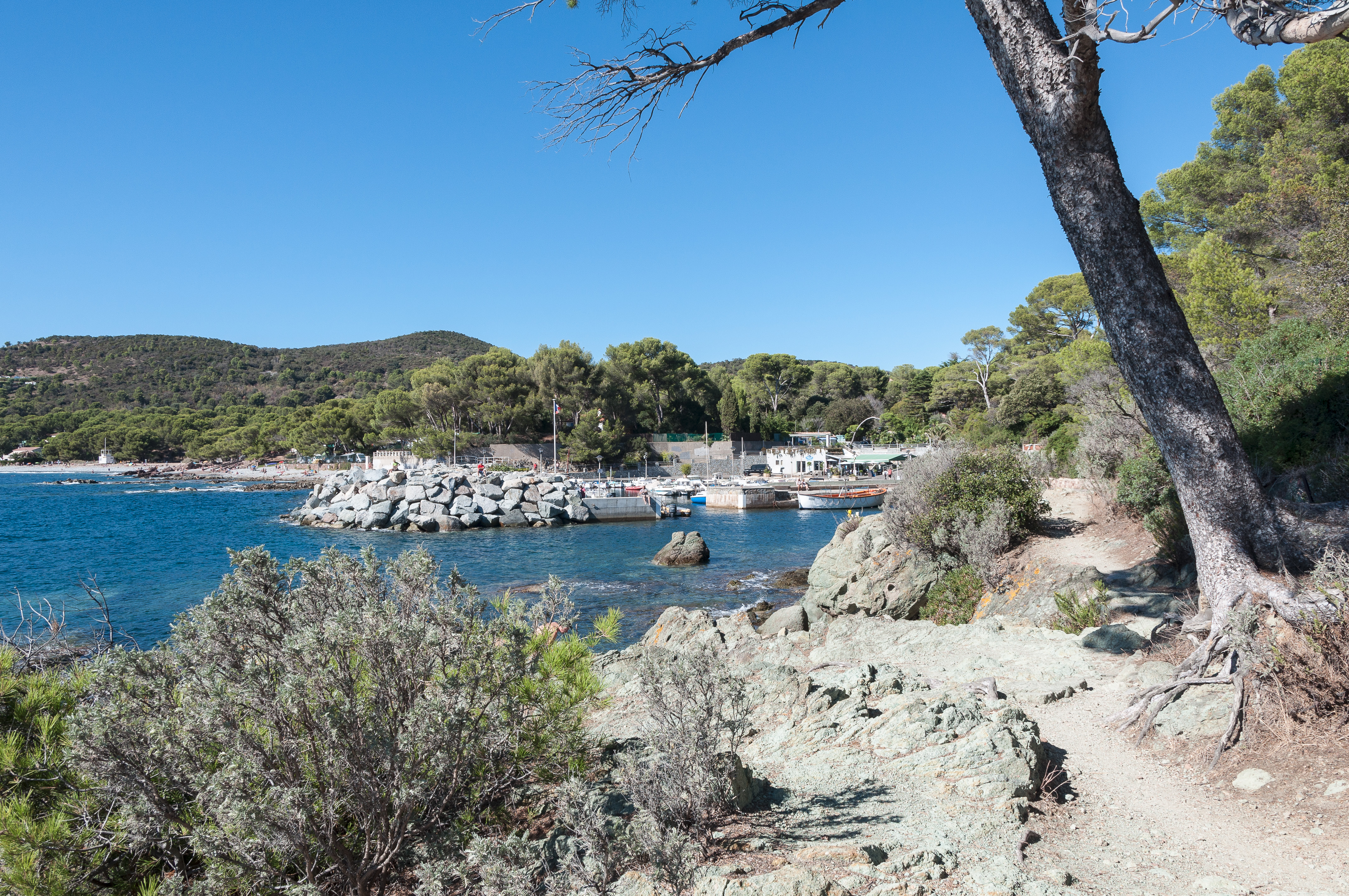
Le port du Poussaï et ses roches bleutées, au Dramont.

L'estérellite est une roche porphyrique, donc entièrement cristallisée. Elle contient de grands macrocristaux très visibles à l'œil nu, et une matrice de microcristaux de très petite taille, même vus au microscope.
Les cristaux les plus visibles sont de nombreux plagioclases de type andésine, souvent zonés (car plus calciques au centre), mais aussi des cristaux de biotite et de hornblende (amphibole calcique). Plus rarement, on peut trouver quelques macrocristaux de quartz (souvent lacunaires) ou de feldspath potassique, mais parfois aussi d'augite.
La composition globale de cette roche la place parmi les andésites et dacites peu alcalines, de la série magmatique subalcaline, typique des zones de subduction.

## Origine et formation
C'est un magma peu chaud et sous faible pression qui en fut à l'origine. Le magma ne put donc pas atteindre la surface et créa, sous terre, une chambre magmatique, de forme aplatie (sill ou laccolite) en raison des strates entre lesquelles le magma a été contraint de progresser.
Avec le temps, l'érosion des couches sus-jacentes vint mettre ces roches magmatiques refroidies à nu.
L'estérellite, ancienne lave, ressemble beaucoup aux porphyres et aux roches  de la Montagne Pelée en Martinique.

## Utilisations
L'estérellite étant une roche extrêmement solide, elle fut très appréciée dès l'Antiquité par les Romains. Elle fut employée sous forme de pavés ou de gravier car elle ne cassait pas sous les roues cerclées des chariots de l'époque. Elle a donc été exportée partout en France et en Europe pour concevoir des routes.
Par contre, c'est une assez mauvaise pierre de construction car l'eau ne la pénétrant pas, les ciments joints y adhèrent mal et l'ensemble tient mal.
On retrouve des colonnes romaines en estérellite à Frejus, à Venasque et aux thermes de Diocletien et de Caracalla à Rome.